# Кассум Уаттара
Кассум Уаттара (фр. Kassoum Ouattara, нар. 14 жовтня 2004, Париж, Франція) — французький футболіст івуарійського походження, фланговий захисник клубу «Монако».

## Ігрова кар'єра

### Клубна
У 2020 році Кассум Уаттара приєднався до молодіжної команди «Ам'єн». Влітку 2022 року захисник підписав з клубом перший професійний контракт до 2025 року. 20 серпня 2022 року Уаттара зіграв першу гру в основі «Ам'єна», вийшовши на заміну в другому таймі матчу другого дивізіону проти «Бастії». В подальшому захисник став гравцем основного складу команди поки травма не змусила його зробити перерву в кар'єрі.
Після тривалої травми — 1 листопада 2023 року Уаттара перейшов до складу «Монако», з яким підписав п'ятирічний контракт. І вже 5 листопада футболіст дебютував у вищому дивізіоні Франції у матчі проти «Бреста».

### Збірна
Кассум Уаттара має івуарійське походження і має право на міжнародній арені представляти як Францію так і Кот-д'Івуар. З 2022 року захисник виступає за юнацькі збірні Франції.